# Дзаю
Дзаю (тиб. རྫ་ཡུལ་རྫོང་, Вайли: rdza yul rdzong, кит. упр. 察隅县, пиньинь Cháyú xiàn, палл. Чаюй сянь) — уезд в городском округе Ньингчи, Тибетский автономный район, КНР. Китай также считает частью уезда некоторые территории, ныне входящие в состав индийского штата Аруначал-Прадеш.

## История
В 1960 году здесь был создан уезд Сэнъанчудзонг, вошедший в состав Специального района Чамдо. В 1966 году уезд был переименован в Дзаю.
В 1986 году был создан округ Ньингчи, и уезд вошёл в его состав.

## Административное деление
Уезд делится на 3 посёлка и 3 волости:
- Посёлок Зуваген (竹瓦根镇)
- Посёлок Шадзаю (下察隅镇)
- Посёлок Шандзаю (上察隅镇)
- Волость Гую (古玉乡)
- Волость Гула (古拉乡)
- Волость Дзавалонг (察瓦龙乡)